# 北派呉式太極拳
北派呉式太極拳（ほくはごしきたいきょくけん）は王有林（王茂斎）が北京を拠点として伝授した太極拳の流派の一つである。呉鑑泉氏の太極拳として知られている呉式太極拳と区別するために、「北派」と呼ばれている。

## 北派の由来
呉式太極拳は楊露禅（よう ろぜん、1799年-1872年）より学んだ全佑が最初考案された。1927年全佑の子である呉鑑泉が南下した後、全佑の弟子である王有林は北京に留まり、太極拳の伝授を続けていた。
1928年呉鑑泉は上海で上海鑑泉太極拳社を設立し、後に父全佑の伝であった楊家太極拳に、宋書銘の太極拳を密かに融合し、跳躍を取り除いて柔和で連綿不断な呉式太極拳を独立した流派として確立させた。1936年出版された「呉鑑泉氏の太極拳」（陳振民、馬岳梁著）がその集大成であった。呉鑑泉は呉式太極拳の創出に多大な貢献をしたが、父である全佑への思いで、全佑を初代呉式太極拳創始者とした。
同時期王有林は北京で全佑の伝であった太極拳（主に楊家太極拳）を広がりながら独自の改良を行い、北京、山東、東北地方にわたり、たくさんの弟子、門人を育った。王有林の影響が次第に大きくなり、一時期南下した呉鑑泉と一緒に当時の武術界に「南呉北王」と評価されていた。だが、王有林は師である全佑への思いで独立せず自分が伝授していた太極拳についてそのまま「呉式太極拳」の名を使うことにした。
呉式太極拳（呉鑑泉氏の太極拳）は呉鑑泉が1928年南下した後完成されたため、王有林が北京で伝授していた太極拳とは、同じく楊家太極拳の影響を受けながらも、異なる部分がたくさんあるため（例えば呉鑑泉伝の太極拳慢架は108式があるが、王有林伝の太極拳慢架は83式しかない）、中国武術界では異なる流派として認識されている。

## 重要人物

### 王有林
王有林（王茂斎、1862-1940）、山東省掖県（現在莱州市）大武官村出身である。若い頃北京で土木の見習いとして働いた時、全佑に弟子入りをした。1927年全佑の子である呉鑑泉が南下した後、王有林は北京に留まり、太極拳の伝授を続けていた。太極拳の教学方法を大胆に改良し、後に門下が北京を中心に中国北方各地に広がった。王有林の伝であった「北派」も次第に中国北方地域で定着され、「北派」の創始者として武術界から評価された。

### 楊禹廷
楊禹廷（楊瑞霖、1887-1982）、本籍地北京。1916年から1941年の間、王有林の元で太極拳を修行してた。第一回北京市武術運動協会委員兼太極拳研究組組員、北京市武術運動協会副主席、北京市東城区政協委員を歴任。

### 王培生
王培生（1919-2004）、本籍地河北武清県。6歳ごろ北京へ移住した後、尹派八卦掌の馬貴に弟子入りした。12歳から楊禹廷に太極拳を習い始め、師公であった王有林からも指導を受けた。1949年中国建国後も武術の教学に従事し、60年間余りの武術生涯の中で、千人近くの弟子を育成した。その中で「中国当代武術家辞典」に記載された弟子は、張旭初、馬金龍、張輝忠、李和生、高壮飛、劉峻驤、周世勤、張鴻誠、張全亮、関振軍等20人以上に至る。